# テリー伊藤の今夜も傾奇流
『テリー伊藤の今夜も傾奇流』（テリーいとうのこんやもかぶきりゅう）は、2015年5月20日から2020年04月22日までBSフジ系列で月に1度放送されたトークバラエティ番組。
ド派手な人生を歩む傾奇者が毎回ゲストとして登場し、テリー伊藤をはじめとするレギュラー陣と「かぶくとは何か！？」その流儀について熱いトークを繰り広げる。

## 主な出演者
- レギュラー
  - テリー伊藤
  - 磯山さやか
  - 山崎まさや
  - 宮崎宣子
- 過去のゲスト出演
  - 亜空亜shin
  - 蒼井そら
  - 安藤美姫
  - 蛭子能収
  - 加藤一二三
  - 亀田興毅
  - 河口恭吾
  - 島谷ひとみ
  - 清水ミチコ
  - 十文字幻斎
  - JOY
  - 脊山麻理子
  - せんだみつお
  - ダチョウ倶楽部
  - 堂珍嘉邦
  - 中川翔子
  - 中村玉緒
  - はるな愛
  - MAX
  - Mrマリック
  - 矢口真里
  - 若槻千夏
  - 新子景視
  - 他